# Zelle
Zelle es un sistema de pago electrónico con sede en Estados Unidos propiedad de Early Warning Services, una empresa privada de servicios financieros de los bancos Bank of America, BB&T, Capital One, JPMorgan Chase, PNC Bank, U.S. Bank y Wells Fargo. El servicio Zelle permite a las personas transferir dinero electrónicamente desde su cuenta bancaria a la cuenta bancaria de otro usuario registrado (dentro de los Estados Unidos) utilizando un dispositivo móvil o el sitio web de una institución bancaria participante.
El servicio de pago instantáneo de Zelle se lanzó en junio de 2017. Anteriormente, el servicio Zelle se conocía como clearXchange, el cual ofrecía servicios de pago a través de instituciones financieras. ClearXchange, que se lanzó en abril de 2011, fue originalmente propiedad de Bank of America, JPMorgan Chase y Wells Fargo. Después de que Capital One y U.S. Bank se unieran como socios adicionales, clearXchange se vendió a Early Warning Services en enero de 2016.